# Теорема на Тейлър
Теоремата на Тейлър е теорема от математическия анализ, наречена на на английския математик Брук Тейлър. Теоремата дава математическото основание за приближено пресмятане на функция в околност на точка чрез многочлен, чиито коефициенти зависят само от производните на функцията в тази точка. Без да дава формално описание на теоремата, астрономът Джеймс Грегъри я използва в трудовете си 41 години по-рано, така че заслуга за откриването ѝ може да бъде дадена и на него.

## Теоремата за един параметър
Най-простият пример за теоремата е апроксимацията на експоненциалната функция ex когато х клони към 0. А именно
{\displaystyle {\textrm {e}}^{x}\approx 1+x+{\frac {x^{2}}{2!}}+{\frac {x^{3}}{3!}}+\cdots +{\frac {x^{n}}{n!}}.}
Формалното изказване на тази теорема е: Ако n ≥ 0 е цяло число и f е функция n пъти диференцируема в отворения интервал (a, x), тогава
{\displaystyle f(x)=f(a)+{\frac {f'(a)}{1!}}(x-a)+{\frac {f^{(2)}(a)}{2!}}(x-a)^{2}+\cdots +{\frac {f^{(n)}(a)}{n!}}(x-a)^{n}+R_{n}}
където Rn е остатъчен член, зависещ от x, който клони към 0, когато x клони към a.
Остатъчния член може да се представи в няколко форми.
- При формата на Лагранж се твърди, че съществува число ξ между a и x, такова че

{\displaystyle R_{n}={\frac {f^{(n+1)}(\xi )}{(n+1)!}}(x-a)^{n+1}.}
Така се вижда, че теоремата на Тейлър е следствие на теоремата за крайните нараствания (и точно теоремата за крайните нараствания се използва за доказването на Тейлър с остатъчен член във вид на Лагранж)
- Друга форма за остатъчния член е форма на Коши

{\displaystyle R_{n}(x)={\frac {f^{(n+1)}(\xi )}{n!}}(x-\xi )^{n}\,(1-\theta )^{n}} където {\displaystyle \xi =a+\theta .\,}
Тук той е следствие на фундаменталната теорема на анализа.
За някои функции може да се покаже че остатъчният член клони към 0, когато n клони към ∞. Те могат да се изразят с ред на Тейлър в околоност на a и се наричат аналитични функции.
- Трета форма е формата на Пеано:

{\displaystyle R_{n}=o(|x-x_{0}|^{n})\,}, където x клони към x0, а o е така наречената, нотация на малкото о
- Четвъртата форма за остатъчния член е интегралната форма. За комплексни функции, диференцируеми в окръжност C около a изразът

{\displaystyle R_{n}(x)={\frac {1}{2\pi i}}\int _{C}{\frac {f(z)}{(z-a)^{n+1}(z-x)}}dz}
важи в C

## Теоремата за няколко параметъра
Теоремата на Тейлър може да бъде генерализирана за няколко параметъра по следния начин. Нека Б e многообразие от тип сфера около точка a, в N-мерното пространство, а f е функция с реални стойности, дефинирана в отворената околност {\displaystyle {\bar {B}}} и имаща n+1 частни производни във всяка точка. Теоремата твърди, че за всяко {\displaystyle x_{i}\in B},
{\displaystyle f(x)=\sum _{|\alpha |=0}^{n}{\frac {D^{\alpha }f(a)}{\alpha !}}(x-a)^{\alpha }+\sum _{|\alpha |=n+1}R_{\alpha }(x)(x-a)^{\alpha }}
където сумата е за мултииндекса α.
Остатъчният член трябва да задоволява неравенството
{\displaystyle |R_{\alpha }(x)|\leq \sup _{y\in {\bar {B}}}\left|{\frac {D^{\alpha }f(y)}{\alpha !}}\right|}
за всички α където |α|=n+1.